# تاريخ الكاريبي

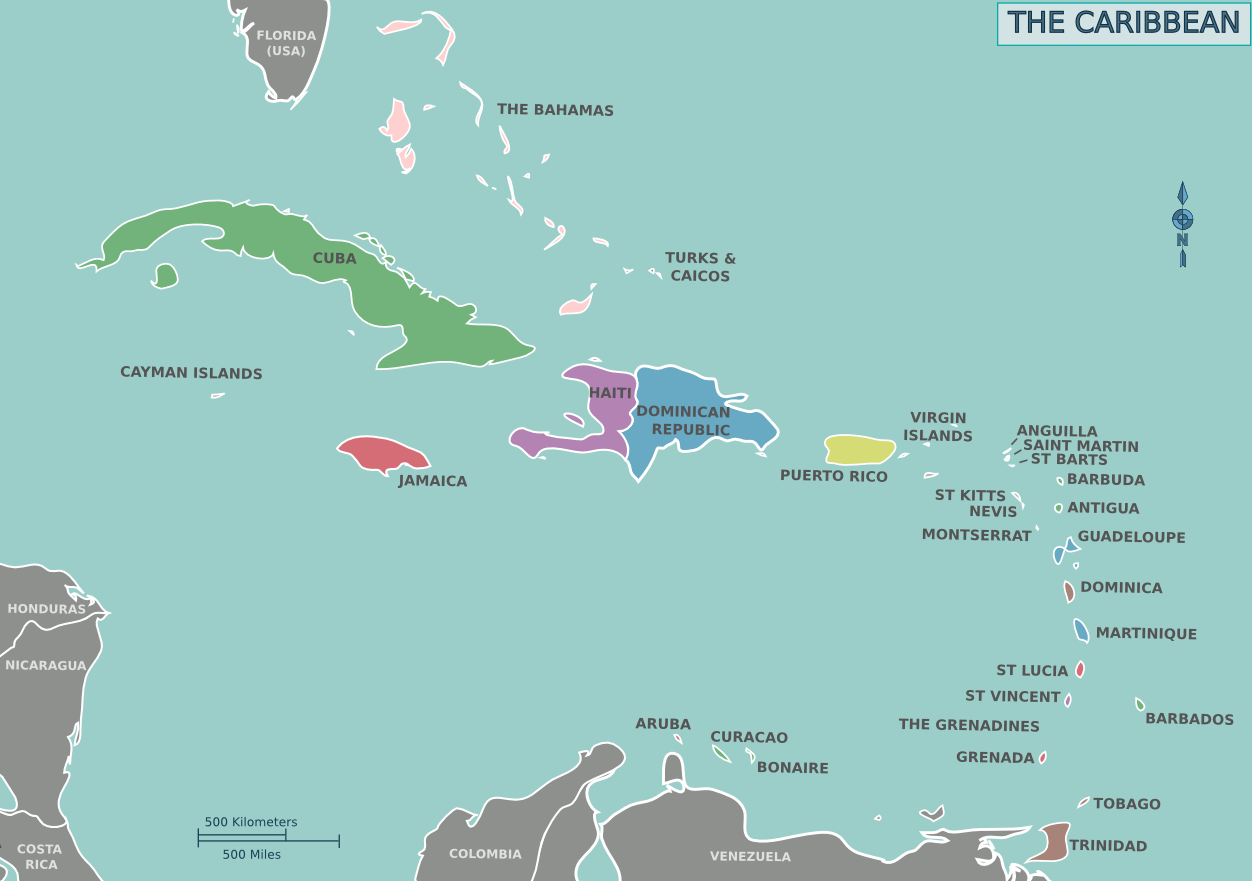
خريطة سياسية معاصرة لمنطقة الكاريبي

يكشف تاريخ منطقة البحر الكاريبي عن الدور المهم الذي لعبته المنطقة في النزاعات الاستعمارية للقوى الأوروبية منذ القرن الخامس عشر. ما تزال المنطقة مهمة في العصر الحديث استراتيجيًا واقتصاديًا. في 1492، أرسى كريستوفر كولومبوس سفنه في منطقة البحر الكاريبي وطالب بالمنطقة لصالح إسبانيا. في العام التالي، أُنشئت المستوطنات الإسبانية الأولى في منطقة البحر الكاريبي. على الرغم من أن الغزوات الإسبانية لإمبراطوريتي الأزتك والإنكا في أوائل القرن السادس عشر جعلت المكسيك وبيرو أكثر الأماكن المرغوبة للاسكتشاف والاستيطان الإسباني، ظلت منطقة البحر الكاريبي ذات أهمية إستراتيجية.
من عشرينيات وثلاثينيات القرن السابع عشر فصاعدًا، أنشأ القراصنة التفويضيون والتجار والمستوطنون غير الإسبانيين مستعمرات دائمة ومراكز تجارية في جزر الكاريبي التي أهملتها إسبانيا. انتشرت هذه المستعمرات في جميع أنحاء منطقة البحر الكاريبي، من جزر البهاما في الشمال الغربي إلى توباغو في الجنوب الشرقي. علاوة على ذلك، في خلال هذه الفترة، استقر القراصنة الفرنسيون والإنجليز في جزيرة تورتوغا، والسواحل الشمالية والغربية لهيسبانيولا (هاييتي وجمهورية الدومينيكان)، ثم لاحقًا في جامايكا.
بعد الحرب الإسبانية الأمريكية في 1898، لم تعد جزر كوبا وبورتوريكو جزءًا من الإمبراطورية الإسبانية في العالم الجديد. في القرن العشرين، صارت منطقة البحر الكاريبي مهمة من جديد في إبان الحرب العالمية الثانية، في موجة إنهاء الاستعمار بعد الحرب، وفي أثناء التوتر بين كوبا الشيوعية والولايات المتحدة. أعطى استغلال عمالة الشعوب الأصلية والانهيار الديموغرافي لهؤلاء السكان، والهجرة القسرية للأفارقة المستبعدين، وهجرة الأوروبيين والصينيين والآسيويين الجنوبيين وغيرهم، والتنافس بين القوى العالمية منذ القرن السادس عشر، تاريخ منطقة البحر الكاريبي أثرًا غير متناسق مع حجمها. حصلت جزر عديدة على استقلالها من السلطات والسيادة الاستعمارية، وحافظت البقية على علاقات سياسية رسمية مع القوى العظمى، بما في ذلك الولايات المتحدة. ما تزال البنية الاقتصادية المبكرة التي دمجت منطقة البحر الكاريبي في العالم الأطلسي والنظام الاقتصادي العالمي تؤثر على منطقة البحر الكاريبي الحديثة.

## قبل الاتصال الأوروبي
في وقت الاتصال الأوروبي عام 1492، كانت جزر الكاريبي مأهولة بمجموعات مختلفة من السكان الأصليين. تحرّت الأبحاث العلمية الحديثة في أصول سكان الجزر وتطورهم في خلال الفترة كلها. في بداية العصر الجيولوجي الحالي، العصر الهولوسيني، احتلت الجزء الشمالي من أمريكا الجنوبية مجموعات من صيادي الطرائد الصغيرة وصيادي السمك والعلافين. كانت هذه المجموعات تقيم أحيانًا في مواقع تخييم شبه دائمة، بينما كانت في الغالب متنقلة لتستغل مجموعة واسعة من الموارد النباتية والحيوانية في مجموعة متنوعة من الموائل.
تشير الأدلة الأثرية إلى أن ترينيداد كانت أول جزيرة كاريبية سُكنت في وقت مبكر منذ 8000/ 9000 ق.م. ومع ذلك، فقد وصل المستوطنون الأوائل إلى ترينيداد عندما كانت ما تزال مرتبطة بأمريكا الجنوبية بجسور برية. لم يكن حتى نحو 6000/ 7000 ق.م، في العصر الهولوسيني المبكر، أن صارت ترينيداد جزيرة بدلًا من كونها جزءًا من البر الرئيسي بسبب قفزة كبيرة في مستوى سطح البحر بنحو 60م، والتي قد تُعزى إلى تغير المناخ. والاستنتاج من ذلك هو أن ترينيداد هي الجزيرة الكاريبية الوحيدة التي كان ممكنًا أن السكان الأصليين من البر الرئيسي لأمريكا الجنوبية قد استعمروها من دون الحاجة إلى عبور مئات أو آلاف الكيلومترات من البحر المفتوح. أقدم مواقع الاستيطان الرئيسة التي اكتُشفت في ترينيداد هي دمنات الرواسب الصدفية في بانواري تريس وسانت جون، والتي يرجع تاريخها إلى ما بين 6000 و 5100 ق.م. تمثل كلتا الدمنتين الصدفيتين رواسب ممتدة من الأصداف التي رماها البشر الذين كانوا يتغذون على القشريات ويستخدمون أدوات حجرية وعظمية. يُنظر إليها على أنها تنتمي إلى التقليد الأثري الأورتواري، والذي سُمي على اسم موقع أورتوار المشابه ولكنه أحدث في مايارو بترينيداد.
حاول الباحثون تصنيف فترة ما قبل التاريخ في منطقة البحر الكاريبي إلى «عصور» مختلفة، وهي مهمة صعبة ومثيرة للجدل. في سبعينيات القرن الماضي، عرّف عالم الآثار إيرفينغ راوز ثلاثة «عصور» لتصنيف فترة ما قبل التاريخ في منطقة البحر الكاريبي: العصر الحجري والعصر القديم والعصر الخزفي، بناء على الأدلة الأثرية. ما تزال الأدبيات الحالية عن فترة ما قبل التاريخ في منطقة البحر الكاريبي تستخدم هذه المصطلحات الثلاثة، ولكن ثمة جدل كثير بشأن فائدتها وتعريفها. بالعموم، يُعد العصر الحجري أول عصر للتطور البشري في الأمريكتين والفترة التي مورس فيها تقطيع الأحجار للمرة الأولى. غالبًا ما يُعرّف العصر القديم من خلال تكيفات الحياة المُخصصة، والجمع بين الصيد وصيد الأسماك وجمع النباتات الغذائية البرية وإدارتها. صنعت مجتمعات العصر الخزفي الخزف واستفادت من الزراعة على نطاق صغير.
باستثناء ترينيداد، سُكنت الجزر الكاريبية الأولى بين 3500 و3000 ق.م، في خلال العصر القديم. حُددت المواقع الأثرية لتلك الفترة في باربادوس وكوبا وكوراساو وسانت مارتن، وتلتها من قرب هيسبانيولا وبورتوريكو. غالبًا ما تُعزى مرحلة الاستيطان هذه إلى الثقافة الأورتوارية.
بين 800 و200 ق.م، توسعت مجموعة مهاجرة جديدة عبر الجزيرة الكاريبية اسمها المجموعة السالاديرية. سُميت هذه المجموعة تيمنًا بموقع سالاديرو بفنزويلا، حيث جرى التعرف على فخاز مُميز (والذي يتميز بتصميمات من طلاء أبيض على أحمر). غالبًا ما يُعزى إدخال الفخار وتدجين النباتات إلى منطقة البحر الكاريبي إلى المجموعات السالاديرية ويُعد بداية العصر الخزفي. ومع ذلك، كشفت الدراسات الحديثة أن المحاصيل والفخار كانت موجودة بالفعل لدى بعض سكان منطقة البحر الكاريبي القديمة قبل وصول السالاديريين. على الرغم من أن عددًا كبيرًا من جزر الكاريبي سُكن في العصرين القديم والخزفي، يُفترض أن بعض الجزر جرت زيارتها بعد وقت طويل. لم يُعرف استيطان في جامايكا حتى عام 600م تقريبًا، بينما لا تظهر جزر كايمان أي دليل على الاستيطان قبل وصول الأوروبيين.